# Віктор Ліндґрен
Віктор Ліндґрен (16 травня 2003 , Шьобуd, лен Сконе ) — шведський стрілець, срібний призер Олімпійських ігор 2024 року.

## Виступи на Олімпіадах
| Олімпіада  | Дисципліна                            | Місце |
| ---------- | ------------------------------------- | ----- |
| Париж 2024 | пневматична гвинтівка, 10 метрів      | 2     |
| Париж 2024 | гвинтівка з трьох положень, 50 метрів | 13    |

## Зовнішні посилання
- Віктор Ліндґрен на сайті ISSF (англійська)
- Віктор Ліндґрен на сайті Swedish Olympic Committee (шведська)